# Tipulodictya minima
Tipulodictya minima (лат.) — вид вымерших двукрылых насекомых из подотряда длинноусых, выделяемый в надсемейство Tipulodictyidea. Описан по единственному экземпляру — неполному отпечатку крыла, обнаруженному в юрских отложениях Иссык-Куля (Кыргызстане). Характер жилкования сходен с таковым у представителей надсемейства Tipuloidea. Абсолютный возраст датируют периодом от 201,6 до 189,6 млн лет  (англ.) информация на сайте Paleobiology Database. (Дата обращения: 26 ноября 2018).

## Описание
Небольшие (2,5 мм) комары с удлинёнными крыльями. Костальная жилка очень тонкая, неясная. Передний край крыла прямой до впадения в него субкостальной жилки и далее умеренно выпуклый. Костальное поле узкое, с многочисленными поперечными жилками. Субкостальное поле без поперечных жилок; радиальное поле узкое, с немногими слабыми поперечными жилками в вершинной части. Субкостальная жилка тонкая, почти прямая, слабо и равномерно сближающаяся с костальной, в которую впадает примерно на середине крыла. Сектор радиальных жилок (Rs) отходит от радиальной жилки почти у самого её базального изгиба и состоит из трех хорошо выраженных, примерно параллельных ветвей, причем последняя ветвь Rs оканчивается почти строго в точке вершины крыла. От основания последней ветви Rs отходит к медиальная жилка крепкая прямая поперечная радио-медиальная жилка. Система медиальных жилок слабо развита; строение её точно неизвестно. На край крыла вливаются, по-видимому, не менее четырёх ветвей медиальных жилок. Задняя кубитальная жилка слабая, но хорошо заметная и идущая параллельно передней кубитальной. Жилка Передняя кубитальная жилка крепкая, особенно в основной части крыла. Анальное поле и его жилки неизвестны.